# Orthopsittaca
Orthopsittaca is een geslacht van vogels uit de familie Psittacidae (papegaaien van Afrika en de Nieuwe Wereld).

## Soorten
Het geslacht kent de volgende soort:
- Orthopsittaca manilatus – Roodbuikara